# António Aurélio Gonçalves
António Aurélio Gonçalves, conhecido como Nhô Roque (Mindelo, São Vicente, 25 de setembro de 1901 - idem, 30 de setembro de 1984) foi um escritor, crítico, historiador e professor cabo-verdiano. Nasceu na cidade de Mindelo (Cabo Verde), São Vicente, em 25 de setembro de 1901 e faleceu no dia 30 de setembro de 1984, vítima de atropelamento.

## Biografia
Era filho de Roque da Silva Gonçalves. 
Esteve ausente de S. Vicente durante vinte e dois anos: foi para Lisboa em 1917 para continuar os estudos liceais depois do seminário na Ilha de São Nicolau e fazer um curso superior. Matriculou-se em medicina, que frequentou durante dois anos. Seguidamente estudou Belas Artes e, finalmente, História e Filosofia. Voltou à sua terra natal só nos inícios de 1939.
Ativo e crítico nas mais diversas áreas – prefácios de livros, seminários de literatura no Curso de Formação de Professores do Ensino Secundário, artigos em revistas como Ponto & Vírgula.
Foi professor de História e Filosofia no liceu do Mindelo nos liceus Gil Eanes  e na escola técnica.
Em Setembro de 1984 faleceu atropelado por uma viatura que o apanhou a atravessar a rua. 

## Obras
- Aspecto da Ironia de Eça De Queiroz, ensaio, 1937
- Terra da Promissão; reimpressão: 2002, Lisboa, Editorial Caminho; com prefácio de Arnaldo França[4]
- Recaída; 1947; reimpressão: 1993; Editora Vega
- Noite de Vento, 1951: 2.ª edição: Praia, 1985; com prefácio de Arnaldo França
- Virgens loucas, 1971.